# Brousse tigrée

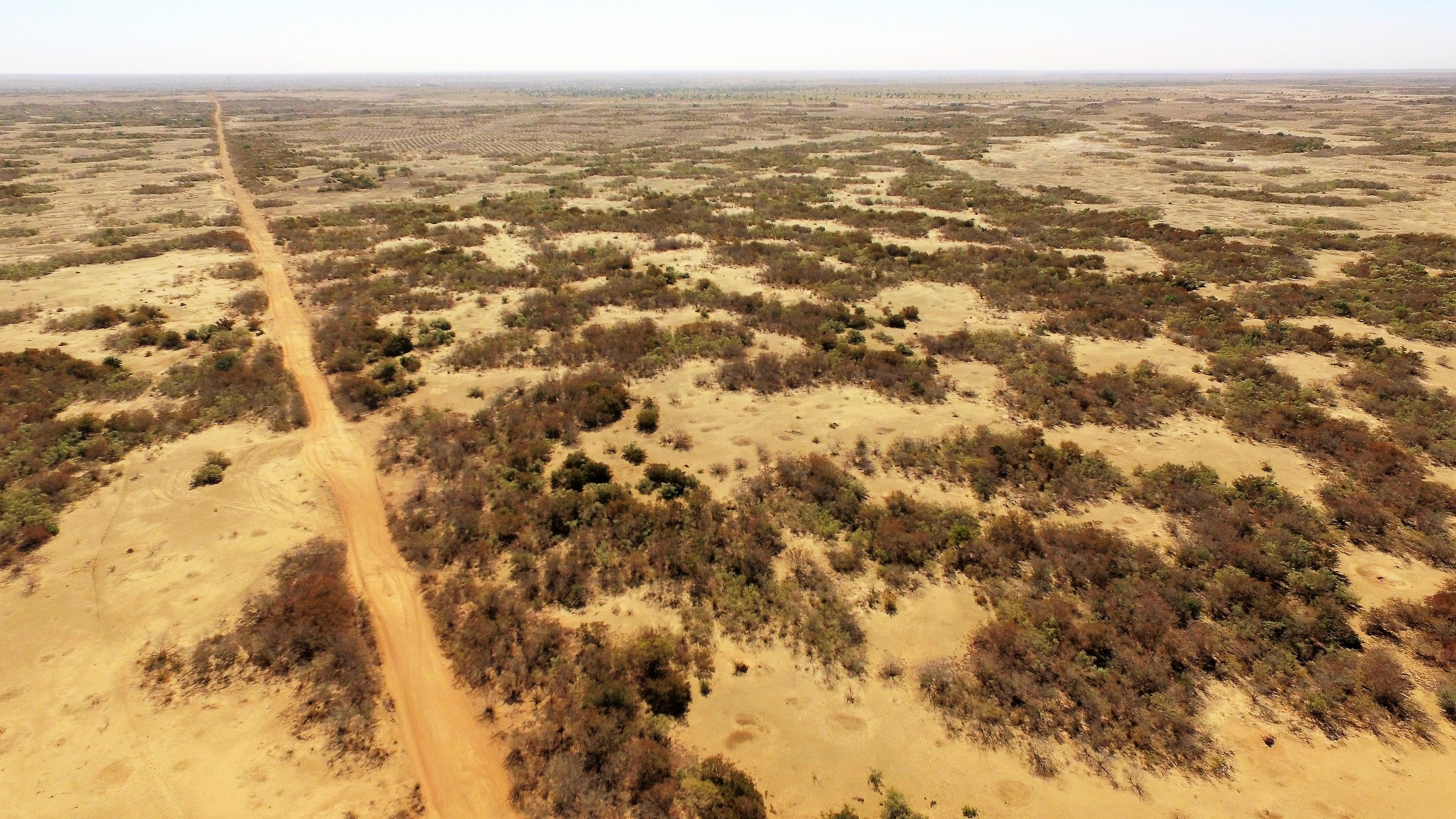
La route de Baboussay à Kouré au Niger traverse une zone de brousse tigrée, avec sa végétation typique.

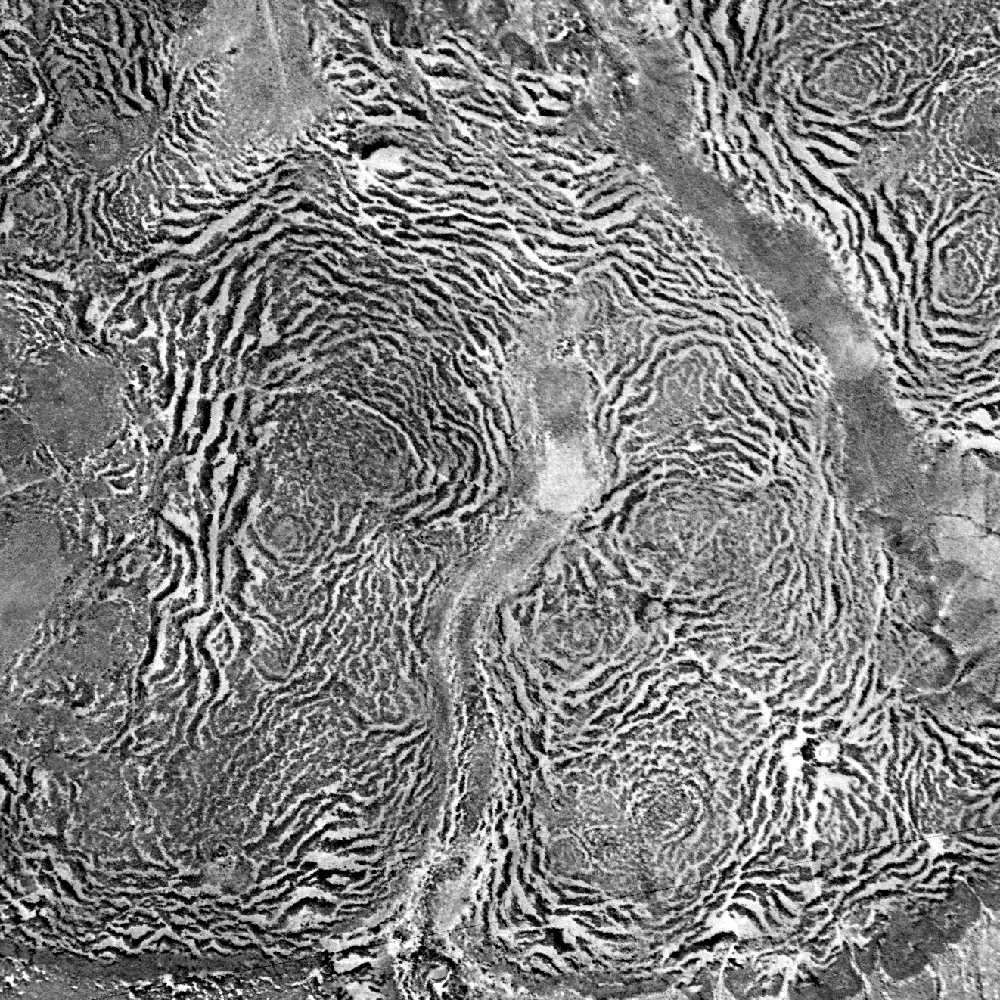
Vue aérienne verticale d'un plateau de brousse tigrée au Niger. La végétation apparait en noir et le sol nu prend une teinte claire. La distance séparant deux bandes de végétation successives varie entre 60 et 120 mètres. Image Corona KH-4A prise le 31/12/1965.

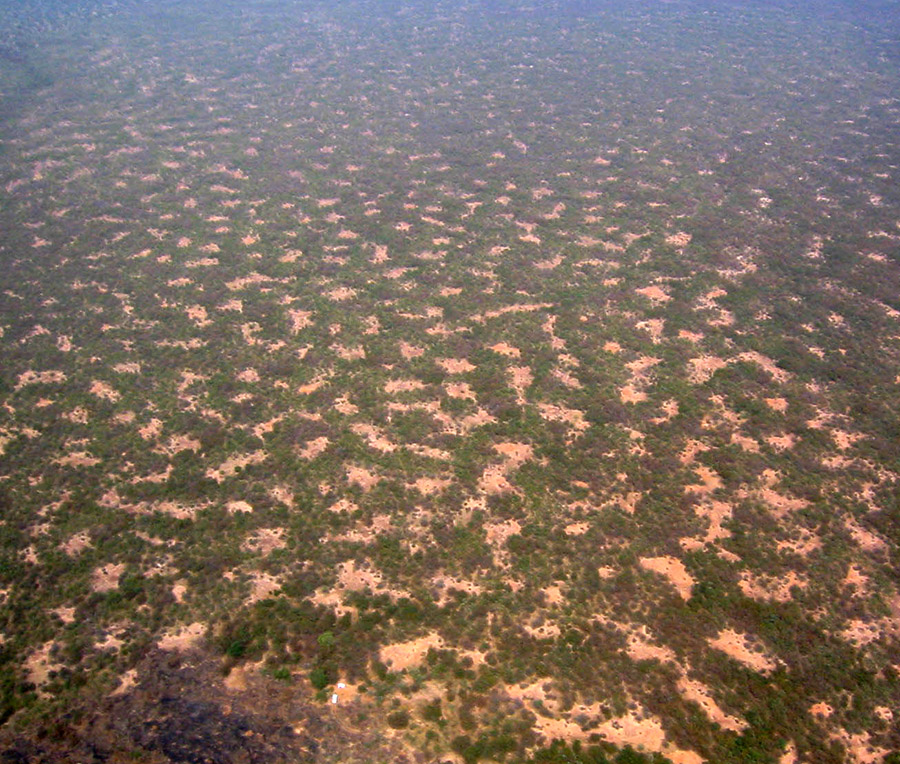
Vue aérienne prise à faible altitude d'un plateau de brousse tachetée dans le parc du W au Niger. La distance moyenne entre deux fourrés successifs est de 50 mètres

La brousse tigrée est une structure de végétation constituée d'une succession régulière de bandes d'arbustes ou d'herbacées, séparées par des bandes de sol nu ou de faible couverture herbacée, et s'allongeant parallèlement aux courbes de niveau du terrain. Selon les localités, la distance entre deux répétitions de la structure peut être très variable allant du décimètre à plusieurs hectomètres mais d'une échelle toujours supérieure de plusieurs ordres de grandeur à celle des individus végétaux. Ces structures apparaissent dans les écosystèmes arides à semi-arides, en bordure des déserts tropicaux, sur des terrains à faible pente et sur sol peu profond. 
Loin d’être anecdotique, ce type d’organisation végétale a déjà été décrit en Afrique, en Amérique du Nord et du Sud et en Australie. 

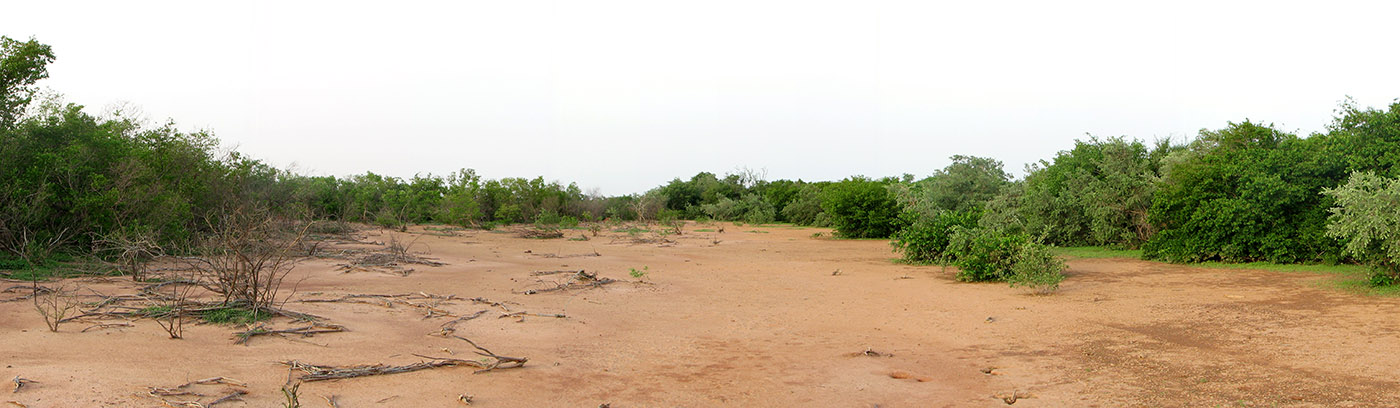
Brousse tigrée au Niger. Vue panoramique entre deux bandes de végétation. L'eau s'écoule de gauche à droite sur la photo.

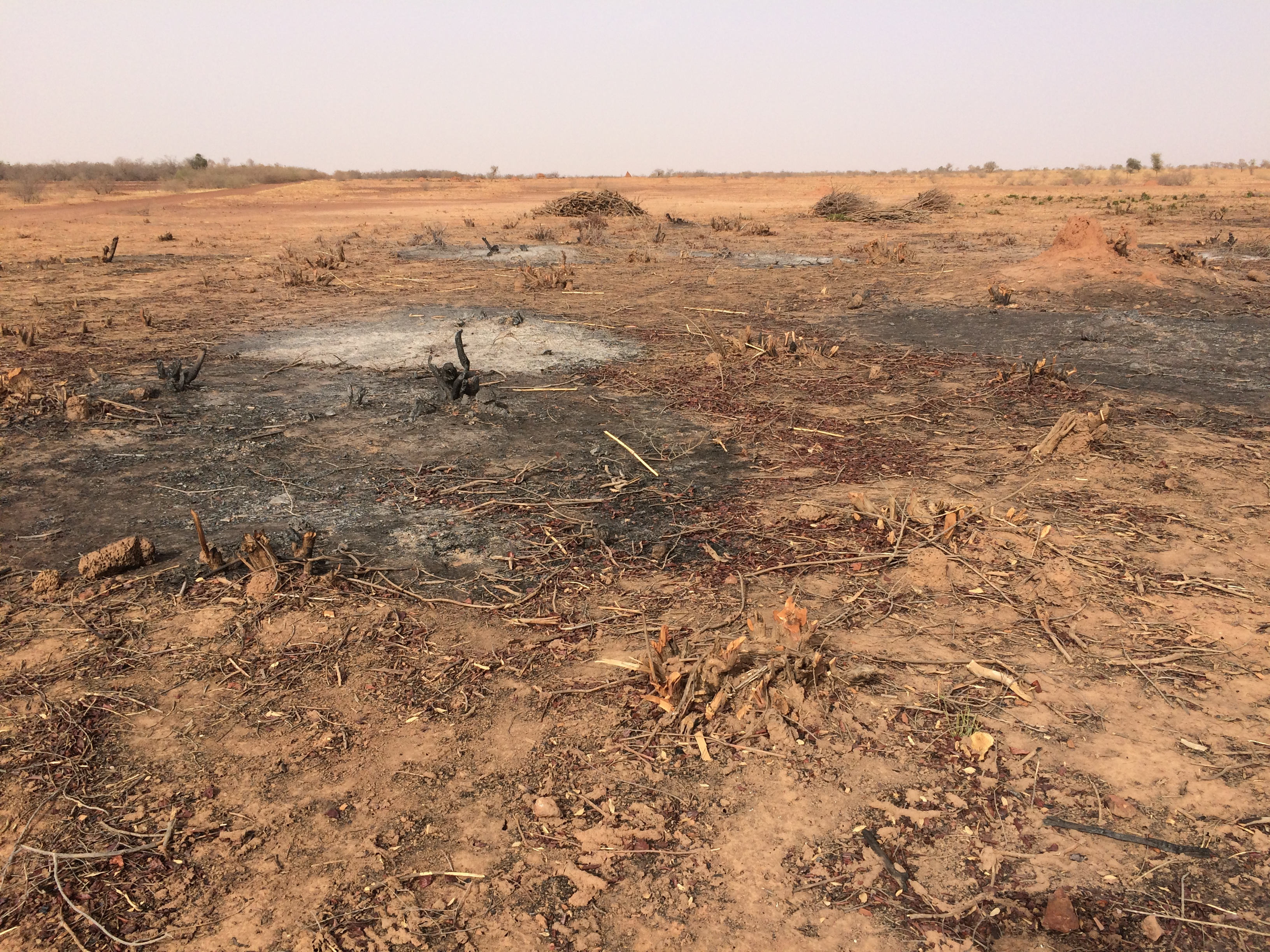
Une zone de brousse tigrée au Niger, coupée pour le bois de chauffage et partiellement brûlée.

## Structures et stabilité
De légères différence d'aridité ou d'intensité de la pente de terrain peuvent mener à différentes structures de végétation.
Sur pente forte (supérieure à 25 %):
- des bandes (la brousse tigrée typique, telle que décrite ci-dessus).

Sur pente faible, et selon une aridité croissante:
- des trous (brousse tachetée),
- des labyrinthes (bandes sans orientation préférentielle),
- des bosses.

Bien que ces structures peuvent sembler au premier abord particulièrement stables dans le temps, il n'est pas moins vrai que leur existence reste conditionnée par le climat: une diminution des précipitations peut provoquer le passage d'une végétation homogène à une structure régulière en bande ou en trous en quelques décennies. La transition entre structures régulières a également été observée. De plus, les bandes de végétations se déplacent lentement vers l'amont de la pente sur laquelle elles se trouvent, ce processus étant le résultat d'un rapport reproduction sur sénescence favorable dans la lisière aval et défavorable dans la lisère amont des bandes.

## Historique
C'est en 1950 que W.A. Macfadyen a décrit pour la première fois une telle organisation végétale en Somalie britannique. Le terme brousse tigrée est utilisé pour la première fois en 1956 par Albert Clos-Arceduc Depuis lors, de nombreux auteurs ont tenté d'expliquer ce phénomène.
Après les nombreuses descriptions de terrain et les premiers modèles conceptuels proposés par les écologues de terrain, ce sont les physiciens qui ont pris le relais dans les années 90 pour proposer un mécanisme d'auto-organisation. Plusieurs déclinaisons de ce type de modèle ont été proposées,,, mais toute tentent de modéliser ce phénomène comme une réponse directe ou indirecte de la végétation à l'aridité. La diversité des structures observées de par le monde est ainsi expliquée par les différents ratios possible des portées latérales des interactions facilitatrices et compétitrices œuvrant entre les individus. Les éléments empiriques dont nous disposons semblent fortement corroborer cette hypothèse d’auto-organisation. Cependant, même si elle est endogène, cette organisation est nécessairement modulée par les contraintes externes imposées au système (aridité, anisotropie, exploitation).

## Sources
1. ↑  Deblauwe V., Barbier N., Couteron P., Lejeune O. & Bogaert J. (2008). The global biogeography of semi-arid periodic vegetation patterns. Global Ecol Biogeogr, 17, 715-723.
2. ↑  Deblauwe V., Couteron C., Lejeune O., Bogaert J. & Barbier N. 2011. Environmental modulation of self-organized periodic vegetation patterns in Sudan. Ecography 34(6): 990–1001
3. ↑  Barbier N., Couteron P., Lejoly J., Deblauwe V. & Lejeune O. (2006). Self-organized vegetation patterning as a fingerprint of climate and human impact on semi-arid ecosystems. J Ecol, 94, 537-547.
4. ↑  Macfadyen W.A. 1950. Vegetation patterns in the semi desert plains of the British Somaliland. Geographic Journal 116: 199-210.
5. ↑  Albert Clos-Arceduc, « Etude sur photographies aériennes d'une formation végétale sahélienne : la brousse tigrée », Bulletin de l'IFAN, n°spécial, Dakar, 1956, p677-684
6. ↑  Lefever, R. & Lejeune, O. (1997) On the origin of tiger bush. Bulletin of Mathematical Biology, 59, 263-294.
7. ↑  Klausmeier, C. A. (1999) Regular and irregular patterns in semiarid vegetation (vol 244, pg 1828, 1999). Science, 285, 838-838.
8. ↑  Hillerislambers, R., Rietkerk, M., Van Den Bosch, F., Prins, H. H. T. & De Kroon, H. (2001) Vegetation pattern formation in semi-arid grazing systems. Ecology, 82, 50-61.
9. ↑  Von Hardenberg, J., Meron, E., Shachak, M. & Zarmi, Y. (2001) Diversity of vegetation patterns and desertification. Physical Review Letters, 87, 198101.
10. ↑  Rietkerk, M., Dekker, S. C., De Ruiter, P. C. & Van De Koppel, J. (2004a) Self-organized patchiness and catastrophic shifts in ecosystems. Science, 305, 1926-1929.